# Кукаваш
Кукаваш — река в России, протекает в Ибресинском районе Чувашской Республики. Устье реки находится в 3,9 км по правому берегу реки Юбал. Длина реки составляет 13 км.
Всё течение реки проходит по территории Бугуяновского заказника. Верховья реки лежат в лесном массиве, в среднем течении на реке посёлок Бугуян. Впадает в Юбал в селе Спотара.

## Данные водного реестра
По данным государственного водного реестра России относится к Верхневолжскому бассейновому округу, водохозяйственный участок реки — Сура от устья реки Алатырь и до устья, речной подбассейн реки — Сура. Речной бассейн реки — (Верхняя) Волга до Куйбышевского водохранилища (без бассейна Оки).
Код объекта в государственном водном реестре — 08010500412110000039012.